# Iléktra Apostólou
Iléktra Apostólou, en grec moderne : Ηλέκτρα Αποστόλου (20 février 1912 - 26 juillet 1944) est une figure politique grecque, membre du parti communiste. 

## Biographie
Iléktra Aposólou est membre de la Ligue des jeunes communistes de Grèce (en), de l'Organisation panhellénique unie de la jeunesse (en) et du Parti communiste de Grèce. Elle participe à la résistance en Grèce pendant la Seconde Guerre mondiale et est également une partisane des droits des femmes.
En raison de ses activités, elle est arrêtée puis exécutée, après avoir été torturée, par la Direction spéciale de la sécurité de l'État grec, une section de la gendarmerie grecque. Outre son action, elle est connue pour l'interrogatoire qu'elle a subi avec son interrogateur : 

« — D’où viens-tu ?
— De Grèce.

— Où habites-tu ?
— En Grèce.
— Comment t’appelles-tu ?
— Je suis Grecque.

— Qui sont tes collaborateurs ?
— Tous les Grecs.

— Quel est ton travail ?
— Je sers le peuple grec.

— De qui reçois-tu les ordres ? 
— Seulement de ma patrie. »

À la suite de son exécution, elle devient une héroïne de la résistance en Grèce.